# El estanque mágico de Verdesmeralda
El estanque mágico de Verdesmeralda es un cuento de hadas escrito por el escritor español Miguel Ángel Villar Pinto (1977-), publicado por primera vez en la colección de cuentos El bazar de los sueños junto a otros once cuentos en 2009.

## Trama
Todo viajero pasaba por la ciudad de Verdesmeralda, ya que se encontraba en la encrucijada de todos los caminos. Y en el centro de la ciudad había un estanque mágico: tras pedir un deseo y arrojar una moneda en él, se cumplía. Por todo ello, era la ciudad más visitada y próspera de su tiempo. Sin embargo, sus habitantes comenzaron a apropiarse de las monedas del estanque y los deseos dejaron de cumplirse. Eso conllevó el declive y la posterior desaparición de la ciudad, cuando se extrajo la última moneda que quedaba en el estanque.